# San Diego Jaws
O San Diego Jaws foi um time de futebol de San Diego, Califórnia, que jogava na North American Soccer League. 

## História
Eles duraram apenas um ano, 1976. O campo onde moravam era o Aztec Bowl, a casa da Universidade Estadual de San Diego . As cores do time eram preto e dourado. Antes de San Diego, o time jogava como o Baltimore Comets . Após o ano, eles se transferiram para Las Vegas e se tornaram os Las Vegas Quicksilvers, mais tarde se tornando o San Diego Sockers . 